# Keeping Up with the Kardashians
Keeping Up with the Kardashians, es un programa de televisión estadounidense transmitido por primera vez en E! el 14 de octubre de 2007. El programa es producido por una empresa conjunta entre Bunim-Murray Productions y Ryan Seacrest Productions. Documenta la vida cotidiana de la familia Kardashian/Jenner, formada por Kris Jenner y sus hijas e hijo Kourtney Kardashian, Kim Kardashian, Khloe Kardashian, Rob Kardashian, Kendall Jenner y Kylie Jenner. En las primeras temporadas, la serie gira alrededor de Kim, pero luego también se centró en Kourtney y Khloé y sus medias hermanas Kendall y Kylie. Además presenta a sus padres Kris y Caitlyn, y su hermano Rob. El día 8 de septiembre de 2020, Kim, Kris y Khloe publicaron en sus cuentas de Instagram que como familia decidieron ponerle fin a KUWTK, agradeciendo a sus fans, a E!, a Ryan Seacrest y Bunim/Murray. El comunicado fue firmado por Kris, Kourtney, Kim, Khloé, Rob, Kendall, Kylie y Scott Disick. La última temporada llegó a su fin el 20 de junio de 2021.
El éxito del programa ha llevado además a la creación de numerosos spin-offs, tales como: Kourtney and Kim Take Miami, Kourtney and Kim Take New York, Khloé & Lamar, Kourtney and Khloé Take The Hamptons, I Am Cait, Dash Dolls, Rob & Chyna, Life of Kylie y Flip It Like Disick. La cadena también ha transmitido varios especiales de televisión con eventos especiales que involucran a miembros de la familia y amigos.
La familia regresó a la televisión de realidad para otra serie de Hulu The Kardashians, que se estrenó el 14 de abril de 2022.

## Reparto
- Kristen "Kris" Mary Houghton (n. 5 de noviembre de 1955 San Diego, California): es la matriarca del clan Kardashian. Kris estaba casada con Robert Kardashian, el difunto abogado defensor que se hizo famoso durante el juicio por homicidio contra O.J. Simpson. Tuvieron tres hijas y un hijo durante su matrimonio. Ambos se divorciaron en 1989, y más tarde se casó con Bruce Jenner. Fruto de este matrimonio nacieron dos niñas, Kendall y Kylie. Sin embargo, ella solicitó en 2015 el divorcio de su esposo. Kris es la dueña de una boutique infantil, Smooch, en Calabasas, California.

- Caitlyn "Cait" Marie Jenner (n. 28 de octubre de 1949 Mount Kisco, Nueva York): anteriormente conocida como Bruce William Jenner. Exconsorte de Kris, con la que tuvo a dos de sus hijas: Kendall y Kylie. Fue campeón en 1976 del decatlón olímpico de verano. Durante los ensayos de los Juegos Olímpicos en 1972, Bruce fue colocado tercero y más tarde terminó décimo en los juegos de Múnich de ese mismo año. Después de su carrera olímpica, intentó actuar en 1980. Su primera película fue Can’t stop the music. En 1991 se casó con Kris Kardashian, de la que se divorció en 2015. Tras su divorcio, inició un proceso de cambio de sexo.

- Kourtney Mary Kardashian (n. 18 de abril de 1979 Los Ángeles, California): es la primogénita de Kristen Jenner y Robert Kardashian. Después de graduarse de la escuela secundaria, asistió a la Universidad Metodista del Sur en Dallas, Texas, para más tarde trasladarse a la Universidad de Arizona, en Tucson, dos años después. Se graduó con un título de licenciatura en artes escénicas y cursó un máster en español en 2002. Anteriormente participó en el reality de E! Filthy Rich: Cattle Drive. Comenzó en 2006 una relación con Scott Disick, y ambos son padres de tres niños: Mason Dash (2009), Penelope Scottland (2012) y Reign Aston (2014). En julio de 2015 se anuncia que Kourtney y Scott terminaron su relación después de nueve años juntos. Aunque en septiembre del 2016 se dio a conocer que volvieron, ambos acabaron de forma definitiva. En 2022 se casó con el famoso baterista Travis Barker.

- Kimberly "Kim" Noel Kardashian West (n. 21 de octubre de 1980 Los Ángeles, California): segunda hija de Kristen Jenner y Robert Kardashian, y el foco principal de la serie durante las primeras temporadas. Kim se hizo conocida por la publicación de un escandaloso vídeo pornográfico con el cantante de R & B, Ray J, y por su antigua amistad con Paris Hilton. Ha estado casada en tres ocasiones: con Damon Thomas (2000 a 2004), Kris Humphries (2011), y con el famoso rapero Kanye West (2013 a 2021). Este último, es además el padre de sus 4 hijos: North (2013), Saint (2015), Chicago (2018) y Psalm (2019).

- Khloé Alexandra Kardashian (n. 27 de junio de 1984 Los Ángeles, California): es la mujer más joven de las hermanas Kardashian y la tercera del clan. Se casó con el jugador de baloncesto Lamar Odom en 2009, del que se divorció en 2013. Salió con el jugador de baloncesto canadiense Tristan Thompson entre 2016 y 2019. Es el padre de su hija True (2018). Ha posado en una sesión fotográfica de la organización animalista PETA para la campaña "I'd Rather Go Naked than Wear Fur" ("Prefiero ir desnuda que usar pieles"). También ha participado en Celebrity Apprendice.

- Robert Arthur Kardashian (n. 17 de marzo de 1987 Los Ángeles, California): el más joven y único hijo de Kris Jenner y Robert Kardashian. Se graduó el 2009 de la Universidad del Sur de California. Participó el 2011 en "Dancing with the Stars" donde llegó a las finales, pero no logró ganar. A finales de 2012, lanzó una línea de calcetines llamada 'Arthur George'. Estuvo saliendo con la actriz/cantante Adrienne Bailon y en 2016 anunció su compromiso con la modelo y empresaria Blac Chyna, con la que tuvo a su primera hija, Dream, en ese mismo año. Ambos se separaron en 2017.

- Kendall Nicole Jenner (n. 3 de noviembre de 1995 Los Ángeles, California): es la primera hija de Kris y Caitlyn Jenner. Trabaja como modelo, siendo una de las más reconocidas actualmente. Ha desfilado para firmas como Chanel, Victoria's Secret y otras importantes casas de moda del mundo. Además, tiene una línea de ropa junto con su hermana Kylie, llamada Kendall+Kylie.

- Kylie Kristen Jenner (n. 10 de agosto de 1997 Los Ángeles, California): última hija de Kris y Caitlyn Jenner y la más pequeña del clan. Kylie es una exitosa empresaria, modelo y la personas con más seguidores en la red social Instagram, en donde es muy activa. Posee junto a su hermana Kendall una línea de ropa y es dueña de su propia empresa multimillonaria de cosméticos llamada Kylie Cosmetics. Además fue protagonista de su propio reality en televisión conocido como "Life Of Kylie" que se estrenó en 2017. Tiene una relación con el rapero Travis Scott quien además es el padre de sus 2 hijos: Stormi (2018) y Aire (2022).

## Elenco
El programa se centró principalmente en los hijos de su primer matrimonio con el abogado fallecido Robert Kardashian: Kourtney, Kim, Khloé y Rob. Los hijos de Kris, Kendall y Kylie, de su posterior matrimonio con la atleta estadounidense Caitlyn Jenner (antes Bruce), también han aparecido en el programa desde sus inicios. El exnovio de Kourtney, Scott Disick, también ha aparecido con frecuencia en el programa desde la primera temporada, así como en los derivados del programa. Los miembros del reparto también incluyen numerosos amigos y otros conocidos de los miembros de la familia, sobre todo Malika Haqq y Jonathan Cheban, quienes se unieron al programa en la segunda y tercera temporada respectivamente.
La mayoría de los seres queridos de las hermanas Kardashian han aparecido. La relación de Kim con el jugador de fútbol Reggie Bush apareció en las primeras temporadas del programa cuando estaban saliendo; Después de la ruptura, Bush comentó sobre aparecer en el programa diciendo que nunca se sintió cómodo siendo seguido por las cámaras, y agregó: "Lo hago porque es importante para Kim". La relación de Rob con la cantante Adrienne Bailon también ha sido documentada en el programa cuando estaban saliendo entre 2007 a 2009; aunque Bailon admitió más tarde que la decisión de aparecer en el programa y asociarse con la familia perjudicó su carrera. El eventual esposo de Kim, Kris Humphries apareció por primera vez en el programa durante el estreno de la sexta temporada; su relación fue narrada a lo largo de la temporada y terminó con el especial de boda de la pareja "La boda de cuento de hadas de Kim: un evento de Kardashian". Eventualmente pasaron por un divorcio muy publicitado; El ex publicista de Kardashian afirmó más tarde que Humphries supuestamente estaba configurado para ser retratado en el programa de una manera negativa y que el matrimonio de corta duración se representó para las cámaras como una táctica para generar dinero.
Khloé se casó con el jugador de baloncesto Lamar Odom durante un estreno de la cuarta temporada que se emitió en 2009. Más tarde tuvo un papel importante como parte del elenco de reparto de la cuarta temporada, aunque dejó de aparecer tras la ruptura del matrimonio. Más tarde regresó al programa durante la conclusión de la undécima temporada y la posterior duodécima temporada tras su colapso. El actual esposo de Kim, Kanye West, hizo su primera aparición en julio de 2012 durante la séptima temporada cuando comenzó a salir con Kim. Sin embargo, West inicialmente no siguió apareciendo. Explicó las razones para no aparecer en el programa más tarde: "Sabes, la cantidad de reacción que recibí fue cuando decidí no estar más en el programa. Y no es que tenga un problema con el programa; simplemente tengo un problema con la cantidad de reacción que recibo ". También criticó el programa por su cinematografía y además se quejó de la forma en que se filma el programa. A pesar de esto, West aumentó sus apariciones desde la duodécima temporada en adelante y asumió una posición más prominente a partir de la temporada 16 en adelante. La prometida de Rob, Blac Chyna, asumió un papel recurrente durante la duodécima temporada. En la octava temporada, los hijos de Caitlyn Jenner, Brandon y Brody Jenner, así como la esposa de Brandon en ese momento, Leah. El novio de Khloe, Tristan Thompson, hizo apariciones recurrentes en el programa mientras estuvieron juntos desde la temporada 13 a la 16, y a partir de la 18.
| Nombre              | Temporadas       | Temporadas       | Temporadas       | Temporadas       | Temporadas       | Temporadas       | Temporadas       | Temporadas       | Temporadas       | Temporadas       | Temporadas       | Temporadas       | Temporadas       | Temporadas       | Temporadas       | Temporadas       | Temporadas       | Temporadas       | Temporadas       | Temporadas       |
| Nombre              | 1                | 2                | 3                | 4                | 5                | 6                | 7                | 8                | 9                | 10               | 11               | 12               | 13               | 14               | 15               | 16               | 17               | 18               | 19               | 20               |
| Elenco Principal    | Elenco Principal | Elenco Principal | Elenco Principal | Elenco Principal | Elenco Principal | Elenco Principal | Elenco Principal | Elenco Principal | Elenco Principal | Elenco Principal | Elenco Principal | Elenco Principal | Elenco Principal | Elenco Principal | Elenco Principal | Elenco Principal | Elenco Principal | Elenco Principal | Elenco Principal | Elenco Principal |
| ------------------- | ---------------- | ---------------- | ---------------- | ---------------- | ---------------- | ---------------- | ---------------- | ---------------- | ---------------- | ---------------- | ---------------- | ---------------- | ---------------- | ---------------- | ---------------- | ---------------- | ---------------- | ---------------- | ---------------- | ---------------- |
| Kim Kardashian      |                  |                  |                  |                  |                  |                  |                  |                  |                  |                  |                  |                  |                  |                  |                  |                  |                  |                  |                  |                  |
| Kris Jenner         |                  |                  |                  |                  |                  |                  |                  |                  |                  |                  |                  |                  |                  |                  |                  |                  |                  |                  |                  |                  |
| Kourtney Kardashian |                  |                  |                  |                  |                  |                  |                  |                  |                  |                  |                  |                  |                  |                  |                  |                  |                  |                  |                  |                  |
| Khloé Kardashian    |                  |                  |                  |                  |                  |                  |                  |                  |                  |                  |                  |                  |                  |                  |                  |                  |                  |                  |                  |                  |
| Kendall Jenner      |                  |                  |                  |                  |                  |                  |                  |                  |                  |                  |                  |                  |                  |                  |                  |                  |                  |                  |                  |                  |
| Kylie Jenner        |                  |                  |                  |                  |                  |                  |                  |                  |                  |                  |                  |                  |                  |                  |                  |                  |                  |                  |                  |                  |
| Scott Disick        |                  |                  |                  |                  |                  |                  |                  |                  |                  |                  |                  |                  |                  |                  |                  |                  |                  |                  |                  |                  |
| Caitlyn Jenner      |                  |                  |                  |                  |                  |                  |                  |                  |                  |                  |                  |                  |                  |                  |                  |                  |                  |                  |                  |                  |
| Rob Kardashian      |                  |                  |                  |                  |                  |                  |                  |                  |                  |                  |                  |                  |                  |                  |                  |                  |                  |                  |                  |                  |
| Elenco Recurrente   |                  |                  |                  |                  |                  |                  |                  |                  |                  |                  |                  |                  |                  |                  |                  |                  |                  |                  |                  |                  |
| Reggie Bush         |                  |                  |                  |                  |                  |                  |                  |                  |                  |                  |                  |                  |                  |                  |                  |                  |                  |                  |                  |                  |
| Malika Haqq         |                  |                  |                  |                  |                  |                  |                  |                  |                  |                  |                  |                  |                  |                  |                  |                  |                  |                  |                  |                  |
| Adrienne Bailon     |                  |                  |                  |                  |                  |                  |                  |                  |                  |                  |                  |                  |                  |                  |                  |                  |                  |                  |                  |                  |
| Jonathan Cheban     |                  |                  |                  |                  |                  |                  |                  |                  |                  |                  |                  |                  |                  |                  |                  |                  |                  |                  |                  |                  |
| Lamar Odom          |                  |                  |                  |                  |                  |                  |                  |                  |                  |                  |                  |                  |                  |                  |                  |                  |                  |                  |                  |                  |
| Kris Humphries      |                  |                  |                  |                  |                  |                  |                  |                  |                  |                  |                  |                  |                  |                  |                  |                  |                  |                  |                  |                  |
| Kanye West          |                  |                  |                  |                  |                  |                  |                  |                  |                  |                  |                  |                  |                  |                  |                  |                  |                  |                  |                  |                  |
| Brandon Jenner      |                  |                  |                  |                  |                  |                  |                  |                  |                  |                  |                  |                  |                  |                  |                  |                  |                  |                  |                  |                  |
| Brody Jenner        |                  |                  |                  |                  |                  |                  |                  |                  |                  |                  |                  |                  |                  |                  |                  |                  |                  |                  |                  |                  |
| Corey Gamble        |                  |                  |                  |                  |                  |                  |                  |                  |                  |                  |                  |                  |                  |                  |                  |                  |                  |                  |                  |                  |
| Tyga                |                  |                  |                  |                  |                  |                  |                  |                  |                  |                  |                  |                  |                  |                  |                  |                  |                  |                  |                  |                  |
| Blac Chyna          |                  |                  |                  |                  |                  |                  |                  |                  |                  |                  |                  |                  |                  |                  |                  |                  |                  |                  |                  |                  |
| Tristan Thompson    |                  |                  |                  |                  |                  |                  |                  |                  |                  |                  |                  |                  |                  |                  |                  |                  |                  |                  |                  |                  |

     = Elenco Principal.
     = Elenco Recurrente.
     = Elenco Invitado.
     = No pertenece al Elenco.

## Recepción
The New York Times dijo sobre el programa: «El show Kardashian no se trata de una excéntrica familia que vive convencionalmente, es puramente acerca de algunas chicas desesperadas escalando a la fama de márgenes».
Entertainment Weekly replicó con esta sinopsis: «... por qué, oh, por qué Ryan Seacrest pone su auto-bronceado sello de aprobación en una telerrealidad sobre los Kardashians, resulta muy exitoso».
Por otro lado NY Daily News escribió: «El espectáculo es muy interesante, y entretenido. No hay drama ni nada como el escenario de una familia real que hace que un espectador se sienta como regresando atrás. La familia no rompe los estereotipos de la vida de Hollywood. Entretienen, y llega a ser un buen programa».

## DVD
La primera temporada del programa fue lanzado en DVD el 7 de octubre de 2008. Este DVD contiene los 8 episodios con comentarios de la familia Kardashian. El DVD fue lanzado a través de Lionsgate Home Entertainment.
Todas las demás temporadas (2-17) fueron sacadas en DVD.
Los Spin-Offs también fueron sacados en DVD.

## Spin-offs
En abril de 2009, Khloé Kardashian y Kourtney Kardashian grabaron un spin-off que salió al aire en agosto del 2009. La serie narra la apertura de una tienda de su empresa DASH en Miami y se llamó Kourtney and Khloé Take Miami. En marzo de 2014, se anunció que la telerrealidad tendría otra secuela titulada Kourtney and Khloé Take The Hamptons, que se estrenó el 2 de noviembre del 2014. Además, también cuenta con una segunda serie derivada llamada Kourtney and Kim Take New York.
También ha salido una secuela sobre la vida de Khloé y su (ex)esposo Lamar Odom titulado Khloé & Lamar. En febrero de 2015 se anunció que Caitlyn Jenner tendría su propia telerrealidad que documenta su vida como mujer transgénero, I Am Cait. En el año 2016 se estrenó otro spin-off llamado Rob & Chyna, y que cuenta la historia amorosa de Rob Kardashian y Blac Chyna y su día a día. El 6 de agosto de 2017 se estrenó Life of Kylie, basada en la vida de Kylie Jenner.